# Wielkopolski Bank Kredytowy
Wielkopolski Bank Kredytowy – bank komercyjny z siedzibą w Poznaniu, działający w latach 1988–2001.

## Historia
Utworzony w 1988 na mocy rozporządzenia Rady Ministrów z 11 kwietnia 1988 w sprawie utworzenia Wielkopolskiego Banku Kredytowego w Poznaniu na bazie 41 placówek Narodowego Banku Polskiego położonych w środkowo-zachodniej części Polski. Pierwszym dyrektorem (od 1991 prezesem zarządu) został Franciszek Pospiech.
Na mocy rozporządzenia rady Ministrów z 14 maja 1991 w sprawie wyrażenia zgody na przekształcenie niektórych banków państwowych w spółki akcyjne bank został przekształcony w jednoosobową spółkę Skarbu Państwa, której jedynym udziałowcem został Skarb Państwa.
W 1993 zadebiutował na Giełdzie Papierów Wartościowych w Warszawie. Jako pierwszy z dziewięciu banków komercyjnych powstałych w 1989 roku został sprywatyzowany. Europejski Bank Odbudowy i Rozwoju zakupił 1 826 000 akcji, obejmując 28,5% kapitału akcyjnego.
W 1995 irlandzka grupa Allied Irish Banks nabyła od Skarbu Państwa 16,3% akcji banku. W następnych latach dokonywano kolejnych transakcji zakupu udziałów w spółce. 
W 1996 bank przejął Bydgoski Bank Budownictwa. Franciszka Pospiecha na stanowisku prezesa zarządu zastąpił Jacek Kseń, który pełnił tę funkcję do fuzji z Bankiem Zachodnim. 
W 1999 irlandzki właściciel banku nabył również większościowy pakiet 80% akcji Banku Zachodniego S.A. W tym samym roku bank rozpoczął oferowanie usług bankowości elektronicznej i telefonicznej o nazwie WBK24. 
W 2000 bank przejął Gliwicki Bank Handlowy. Rozpoczęło się także wdrożenie nowego systemu centralnego ICBS.
W 2001 grupa AIB przeprowadziła fuzję obu należących do niej banków w Polsce, czyli WBK i Banku Zachodniego, tworząc Bank Zachodni WBK, od 2018 działający pod nazwą Santander Bank Polska. Oznaczało to likwidację banku jako osobnej spółki, a siedzibę przeniesiono do Wrocławia. W momencie połączenia WBK zatrudniał 5 tys. pracowników i dysponował siecią 196 oddziałów i 184 bankomatów, a jego siedziba główna mieściła się w biurowcu Poznań Financial Centre.